# Podróż apostolska Benedykta XVI do Czech

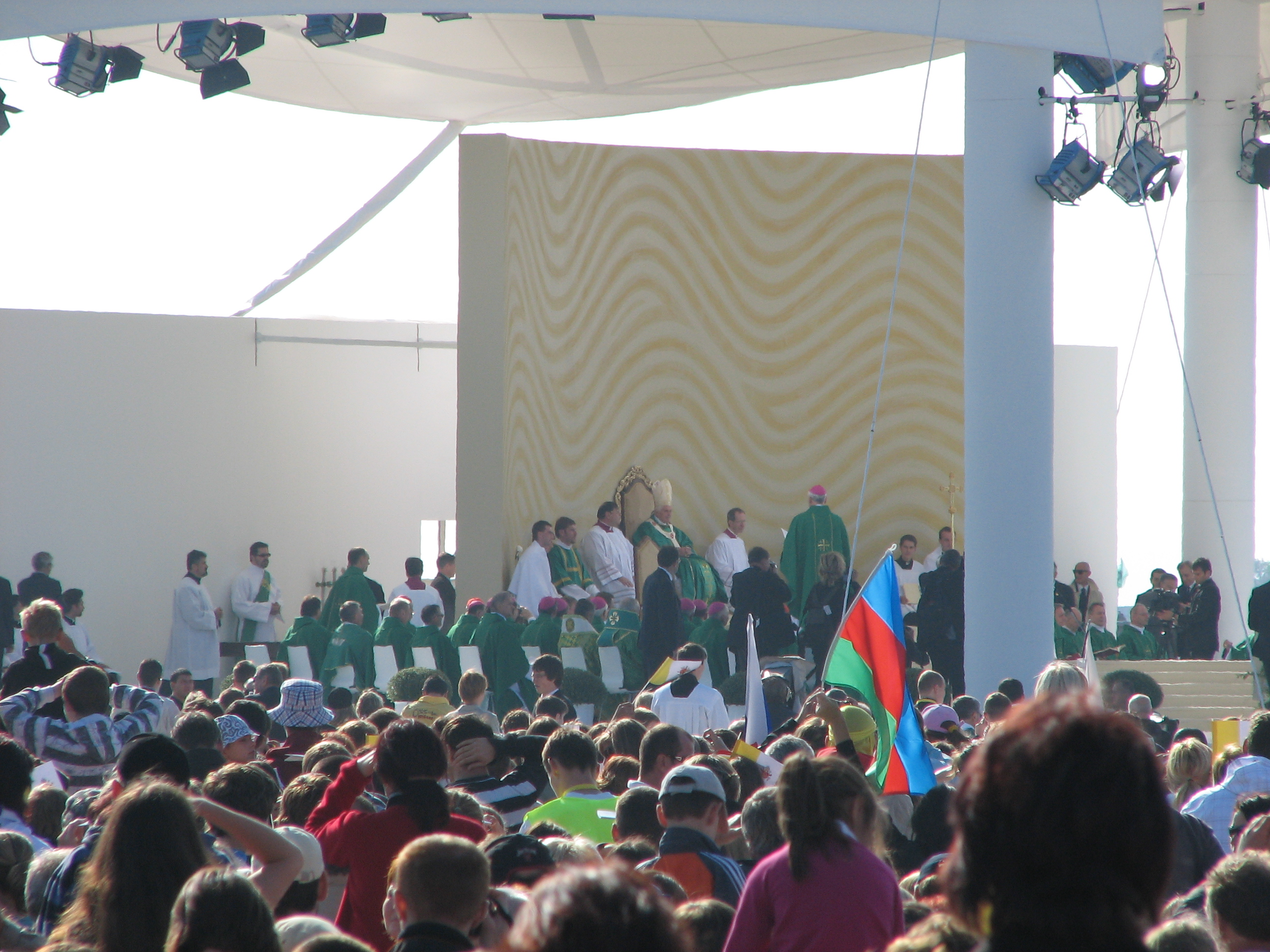
Benedykt XVI podczas mszy na lotnisku w Brnie-Tuřanech 27.9.2009

Benedykt XVI w dniach 26–28 września 2009 odwiedził Pragę, Brno oraz Stara Boleslav w Czechach.

## Program pielgrzymki Benedykta XVI do Czech

### Dzień pierwszy – sobota26 września
- 11:30 – Ceremonia powitalna na lotnisku Ruzynie w Pradze;
- 12:30 – Wizyta w sanktuarium Maryi Panny Zwycięskiej – Praskim Jezulatku (Dzieciątka Jezus);
- 16:30 – Wizyta u prezydenta w Pałacu prezydenckim na Hradczanach;
- 17:00 – Spotkanie z politykami i korpusem dyplomatycznym w Sali Hiszpańskiej w zamku na Hradczanach;
- 18:00 – Nieszpory z kapłanami, zakonnikami, seminarzystami i przedstawicielami organizacji kościelnych w katedrze św. Wita, Wacława i Wojciecha;

### Dzień drugi – niedziela27 września
- 9:20 – Przylot na lotnisko w Brnie-Tuřanech;
- 10:00 – msza, a po niej modlitwa Anioł Pański na lotnisku;
  - Doświadczenie historii pokazuje, do jakich absurdów dochodzi człowiek, gdy wyklucza Boga z widnokręgu swych wyborów i swych działań i jak niełatwo jest budować społeczeństwo dążące do wartości dobra, sprawiedliwości i braterstwa, gdyż byt ludzki jest wolny a jego wolność pozostaje krucha – mówił w homilii Benedykt XVI.
- 12:45 – Odlot do Pragi;
- 17:15 – Spotkanie z przedstawicielami Rady ekumenicznej Kościołów w Republice Czeskiej w Pałacu Arcybiskupim;
- 18:00 – Spotkanie z przedstawicielami szkół wyższych w sali Władysławowskiej na Hradczanach;

### Dzień trzeci – Poniedziałek28 września
- 8:50 – Wizyta w bazylice św. Wacława (Stara Boleslav);
- 9:45 – Msza z okazji narodowego święta św. Wacława, a po niej przesłanie papieża do młodzieży;
- 13:15 – Obiad z biskupami w pałacu arcybiskupim w Pradze;
- 16:45 – Pożegnanie z Nuncjaturą Apostolską;
- 17:15 – Zakończenie wizyty na lotnisku w Pradze-Ruzyni;
- 17:45 – Odlot do Rzymu.